# Слободка (Ивано-Франковский район)
Слободка (укр. Слобідка) — село в Тысменицкой городской общине Ивано-Франковского района Ивано-Франковской области Украины.
Население по переписи 2001 года составляло 1248 человек. Занимает площадь 6,55 км². Почтовый индекс — 77472. Телефонный код — 03436.